# 堪察加隕石爆炸事件
2018年12月18日，俄羅斯堪察加半島東部的白令海峽上空發生了小行星空中爆炸的事件。當地時間11:48，根據撞擊的能量和速度，這顆小行星質量為1600噸，直徑在10-14 公尺（32-45英尺）之間，以每秒32公里的速度進入地球的大氣層，進入角度約為7度，十分接近天頂
，於離地25.6公里處爆炸，爆炸當量為17.3萬噸，為第二次世界大戰時美國在日本廣島投下的小男孩原子彈之十倍以上。美國太空總署的Terra彗星與日本氣象廳的向日葵8號都觀測到了這顆小行星的餘跡，但因觀測間隔太長而沒有拍攝到爆炸本身。
2019年3月8日，NASA才宣布了這起空中爆炸的發生。造成本次事件的小行星是2013年車里雅賓斯克小行星撞擊事件（由直徑18公尺的小行星造成）以來撞擊地球最大的小行星，也是1900年以來第三大的小行星，僅次於前述小行星與造成通古斯大爆炸的星體（可能由直徑50-100公尺的小行星或彗星造成）。這種規模的撞擊一般每20-40年才發生一次。

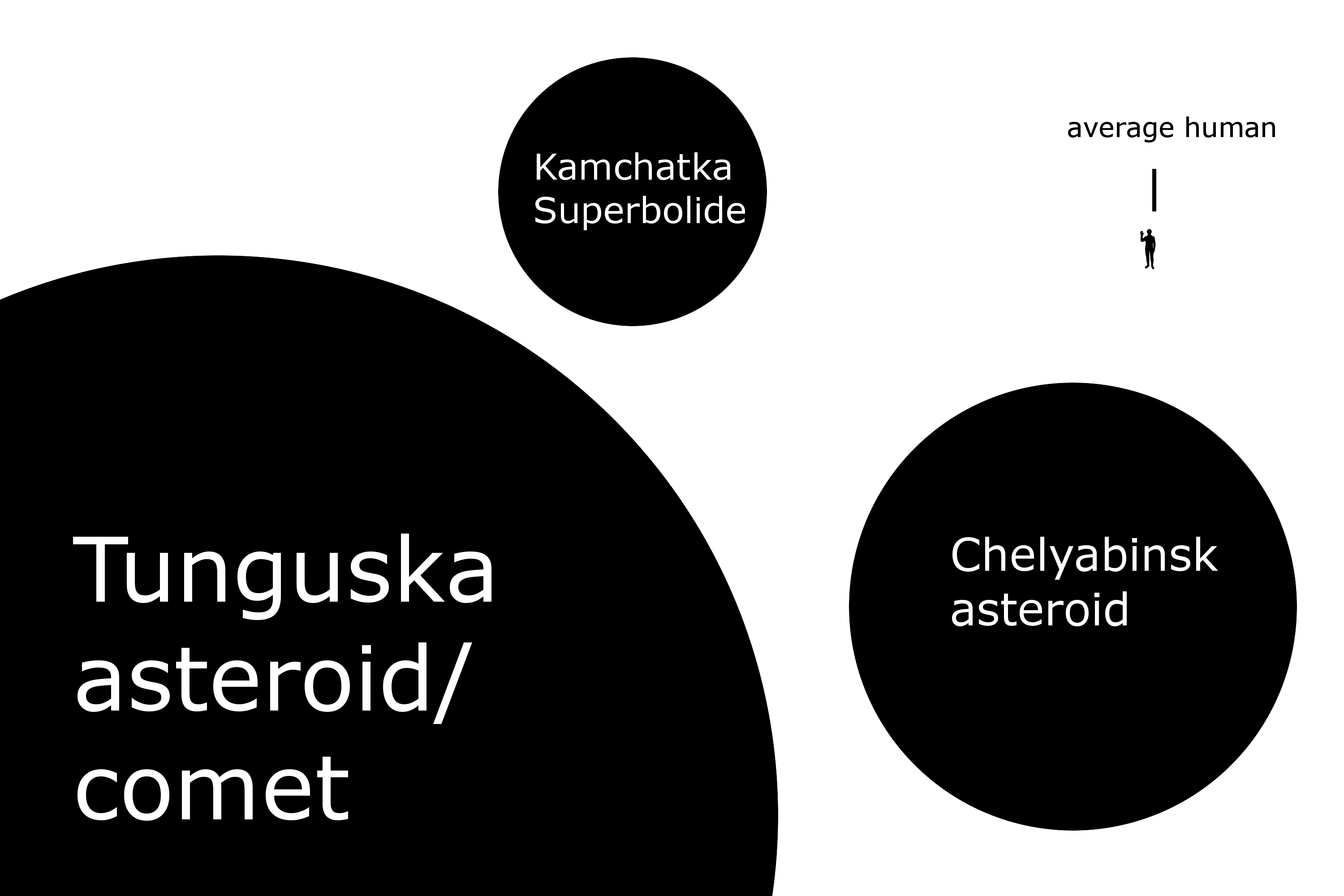
造成本次撞擊事件、2013年車里雅賓斯克小行星撞擊事件與通古斯大爆炸撞擊星體大小與人類體型大小的比較